# Tisaniba
Tisaniba Zhang & Maddison, 2014 è un genere di ragni appartenente alla famiglia Salticidae.

## Distribuzione
Le 12 specie sono state reperite in Indonesia, (Borneo e Sumatra) e in Malaysia (Borneo malese e Malaysia peninsulare).

## Tassonomia
Per la descrizione delle caratteristiche di questo genere sono stati esaminati gli esemplari tipo di T. mulu Zhang & Maddison, 2014.
Non sono stati esaminati esemplari di questo genere dal 2020.
Attualmente, a gennaio 2022, si compone di 12 specie:
- Tisaniba berau Logunov, 2020 — Indonesia (Borneo)
- Tisaniba dik Zhang & Maddison, 2014 — Malaysia (Borneo)
- Tisaniba inusitata Logunov, 2020 — Malaysia peninsulare
- Tisaniba ligoforma Logunov, 2020 — Indonesia (Borneo)
- Tisaniba loebli Logunov, 2020 — Malaysia peninsulare
- Tisaniba mayang Logunov, 2020 — Indonesia (Borneo)
- Tisaniba mulu Zhang & Maddison, 2014[2] — Malaysia (Borneo)
- Tisaniba nitida Logunov, 2020 — Indonesia (Borneo)
- Tisaniba rimbo Logunov, 2020 — Indonesia (Sumatra)
- Tisaniba schwendingeri Logunov, 2020 — Indonesia (Borneo)
- Tisaniba selan Zhang & Maddison, 2014 — Malaysia (Borneo)
- Tisaniba tioman Logunov, 2020 — Malaysia peninsulare

### Specie trasferite
- Tisaniba bijibijan Zhang & Maddison, 2014; trasferita al genere Tisanibainepta Logunov, 2020[1].
- Tisaniba kubah Zhang & Maddison, 2014; trasferita al genere Tisanibainepta Logunov, 2020[1].
- Tisaniba selasi Zhang & Maddison, 2014; trasferita al genere Tisanibainepta Logunov, 2020[1].